# Debrik
Debrik är en sjö i Arjeplogs kommun i Lappland och ingår i Piteälvens huvudavrinningsområde. Sjön har en area på 0,914 kvadratkilometer och ligger 451 meter över havet. Debrik ligger i Piteälven Natura 2000-område. Sjön avvattnas av vattendraget Erikjaurjåkkå.

## Delavrinningsområde
Debrik ingår i det delavrinningsområde (734904-164115) som SMHI kallar för Utloppet av Debrik. Medelhöjden är 495 meter över havet och ytan är 11,59 kvadratkilometer. Räknas de 2 avrinningsområdena uppströms in blir den ackumulerade arean 57,17 kvadratkilometer. Erikjaurjåkkå som avvattnar avrinningsområdet har biflödesordning 3, vilket innebär att vattnet flödar genom totalt 3 vattendrag innan det når havet efter 177 kilometer. Avrinningsområdet består mestadels av skog (78 procent) och sankmarker (13 procent). Avrinningsområdet har 0,92 kvadratkilometer vattenytor vilket ger det en sjöprocent på 7,9 procent.